# 向鈴鳥
向 鈴鳥（むかい すずと、2004年8月25日 - ）は、日本の男性俳優。

## 略歴
よしもとクリエイティブ・エージェンシー（NSC大阪校ジュニアコース2期生）に所属し、関西地区で子役として活動。2014年、Doorに移籍。

## 出演

### テレビドラマ
- 連続テレビ小説 ごちそうさん（NHK） - 賢二郎 役
- 木曜時代劇 銀二貫（2014年、NHK総合テレビ） - 梅吉 役
- 連続テレビ小説 マッサン（NHK） - 岡崎悟 役
- 三重発地域ドラマ ラジカセ（2016年12月21日、NHK BSプレミアム） - 高石将太 役
- アオゾラカット（2017年3月15日、NHK BSプレミアム） - 翔太 役
- 土曜ドラマスペシャル 1942年のプレイボール（2017年8月12日、NHK総合テレビ） - 14歳の明 役

### その他のテレビ番組
- いないいないばあっ! あつまれ!ワンワンわんだーらんど（NHK Eテレ）
  - 2012年度「NHK大阪ホール」（2012年12月23日放送）
  - 2013年度「NHK大阪ホール」（2013年11月24日放送）
- 天才てれびくんYOU（2017年4月3日 - 2019年3月28日、NHK Eテレ） - てれび戦士

### 映画
- ベイブルース 〜25歳と364日〜（2014年10月31日） - 河本栄得 役
- 海難1890（2015年12月5日、東映） - 村の子供 役
- 校庭に東風吹いて（2016年8月1日） - 安川純平 役

### 舞台
- 吉本百年物語（なんばグランド花月）
  - 2012年9月公演「焼け跡、青春手帖」 - 一郎 役
  - 2012年12月公演「日本全国、テレビで遊ぼ」 - 西川弘 役
- ミュージカル「ズボン船長」（2013年8月） - オシッポ 役

### イベント
- 5upよしもとカウントダウンライブ2013→2014（2013年12月31日、インテックス大阪）

### CM
- アート引越センター
- 任天堂